# Navalpino
Navalpino ist eine Gemeinde mit 195 Einwohnern (Stand: 2024) in der spanischen Provinz Ciudad Real der Autonomen Region Kastilien-La Mancha. 

## Lage
Navalpino befindet sich etwa 59 Kilometer westnordwestlich von Ciudad Real in einer Höhe von ca. 700 m. Der Guadiana begrenzt die Gemeinde im Süden.

## Bevölkerungsentwicklung
| Jahr      | 1970 | 1981 | 1991 | 2001 | 2011 | 2021 |
| Einwohner | 625  | 416  | 360  | 292  | 258  | 209  |

## Sehenswürdigkeiten
- Bartholomäuskirche (Iglesia de San Bartolomé)

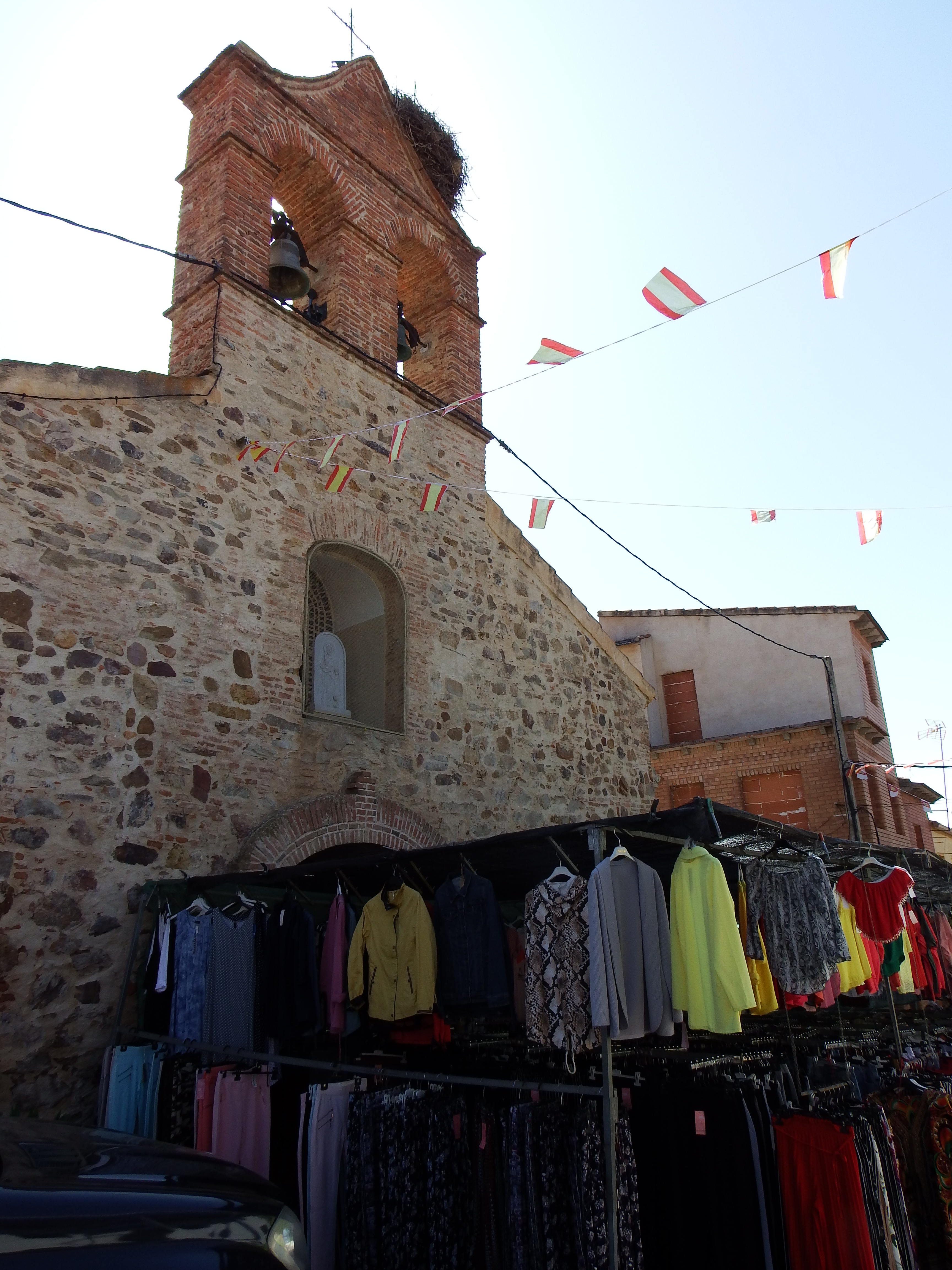
Bartholomäuskirche
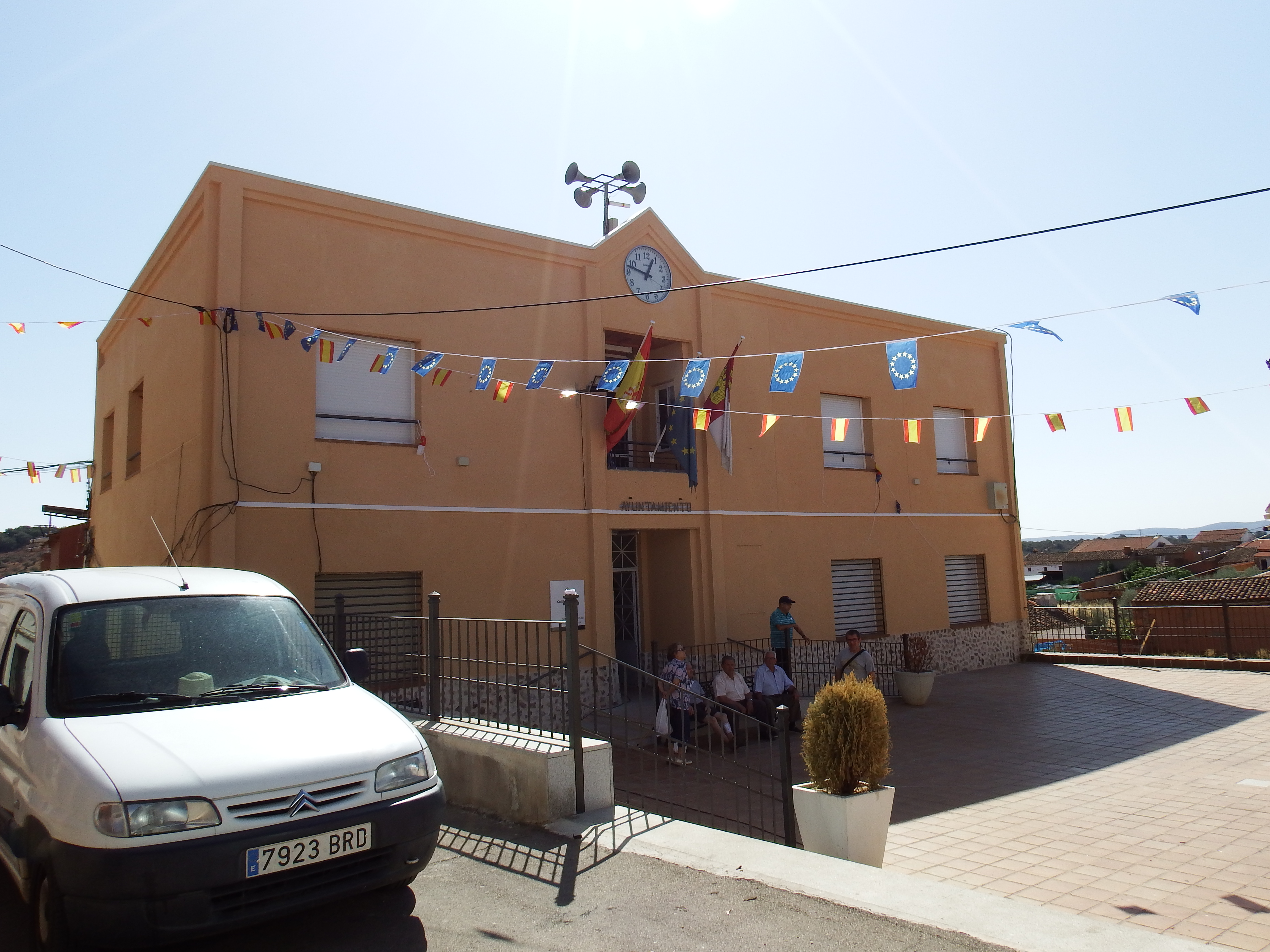
Rathaus